# Гланум
Гланум — руины античного города на территории коммуны Сен-Реми-де-Прованс во французском департаменте Буш-дю-Рон.

## История
В VI—V веках до н. э. здесь появился оппидиум, построенный сальенами, галльской народностью кельто-лигурского происхождения, вокруг источника в долине. Был построен защитный вал из каменной стены сухой кладки, которая перекрыла 300 метровый участок дороги из гор. В IV веке до н. э. возле источника был построен храм кельтского бога Гланиса. Поселенцы были в тесном контакте с греками, что повлияло на архитектуру города. Во II—I веках до н. э. город активно расширяется. В I веке до н. э. Гланум становится Римской колонией, в это время происходит трансформация градостроительной планировки центральной части города. В 260 году жители покидают город под натиском германских племен.
После ухода жителей Гланум стал источником камня и других строительных материалов для города Сен-Реми-де-Прованс. Поскольку римская система водостоков и канализационных систем не поддерживалась, руины затопились и покрылись грязью и осадками.

## Обнаружение и раскопки
Мавзолей и триумфальная арка были известны, в 16 веке их посетил король Карл IX, по поручению которого строения очистили и привели в порядок. В XVI—XVII веках вокруг мавзолея и арки проводили раскопки в поисках скульптур и монет. Остатки Гланума исчезли под аллювием, стекающим с гор. Он был вновь открыт археологами в XX веке. Первые раскопки начались в 1921 году и проводились с перерывами до начала 1970-х годов.

## Достопримечательности Гланума

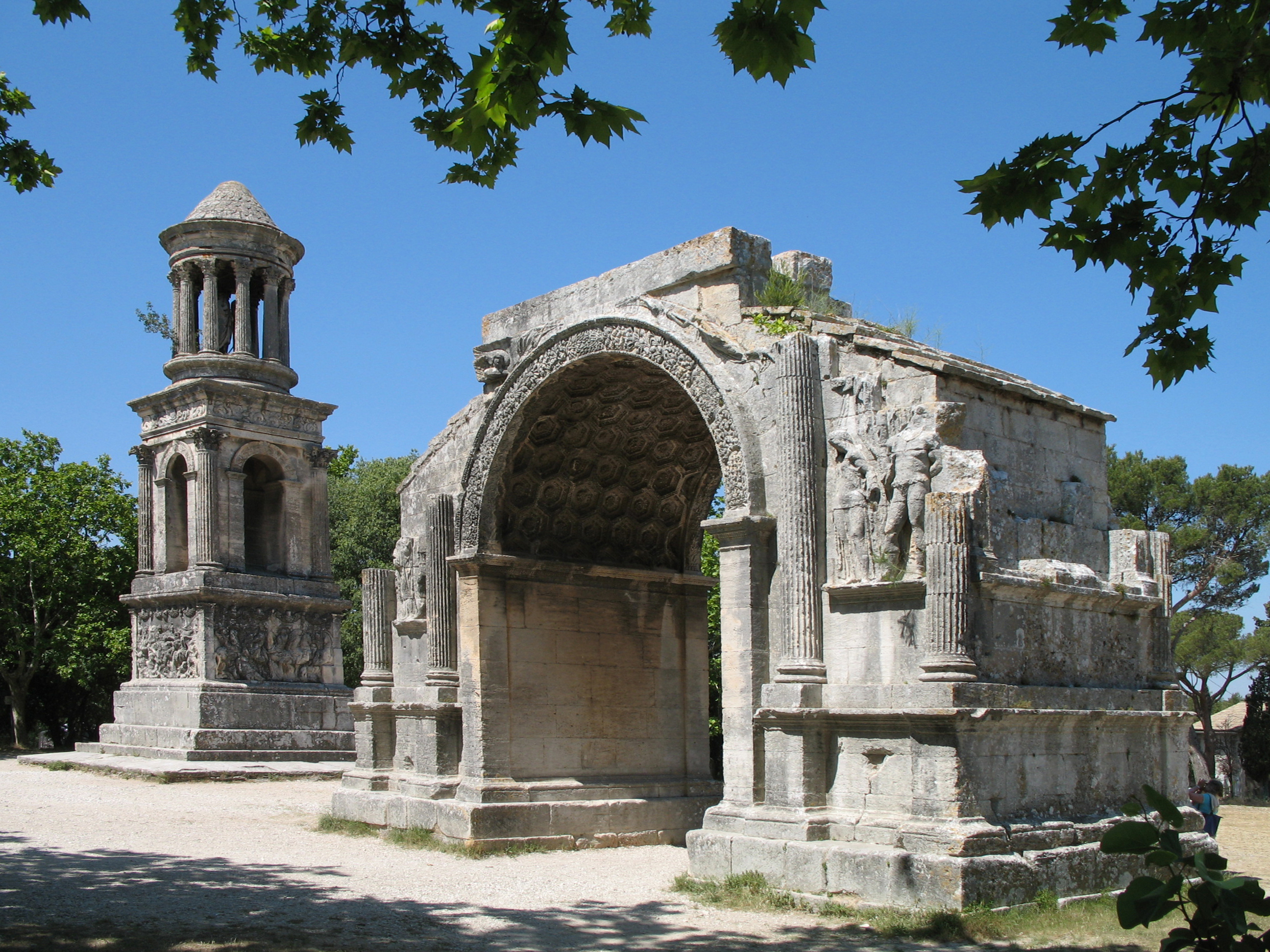
Мавзолей и арка

Юлиев мавзолей — здание находилось за северными воротами города и было построено приблизительно в 30-20 годах до н. э. представителями романизированной галльской семьи. Строительство финансировалось тремя братьями, сыновьями Гая Юлия, а сам мавзолей возводился в память их отца и деда.
Триумфальная арка — стояла рядом с мавзолеем и была символом римской власти и авторитета. Она была построена в конце царствования Октавиана Августа (умершего в 14 году нашей эры). Верхняя часть арки, включая надпись, отсутствует. Скульптуры, украшающие арку, иллюстрировали как цивилизацию Рима, так и ужасную судьбу её врагов.
Центр Гланума — город был ориентирован по оси север-юг. В северном конце был жилой квартал с общественными банями и рынком, в южном — священный квартал с родником и гротом. В центре находился монументальный квартал, форум и общественные здания (базилика, курия, колодцы).
Самые ранние памятники, обнаруженные в Глануме, построены поселенцами в конце II и начале I веков до нашей эры. В них заметно сильное влияние эллинского стиля близлежащей греческой колонии Массалия.

## Галерея

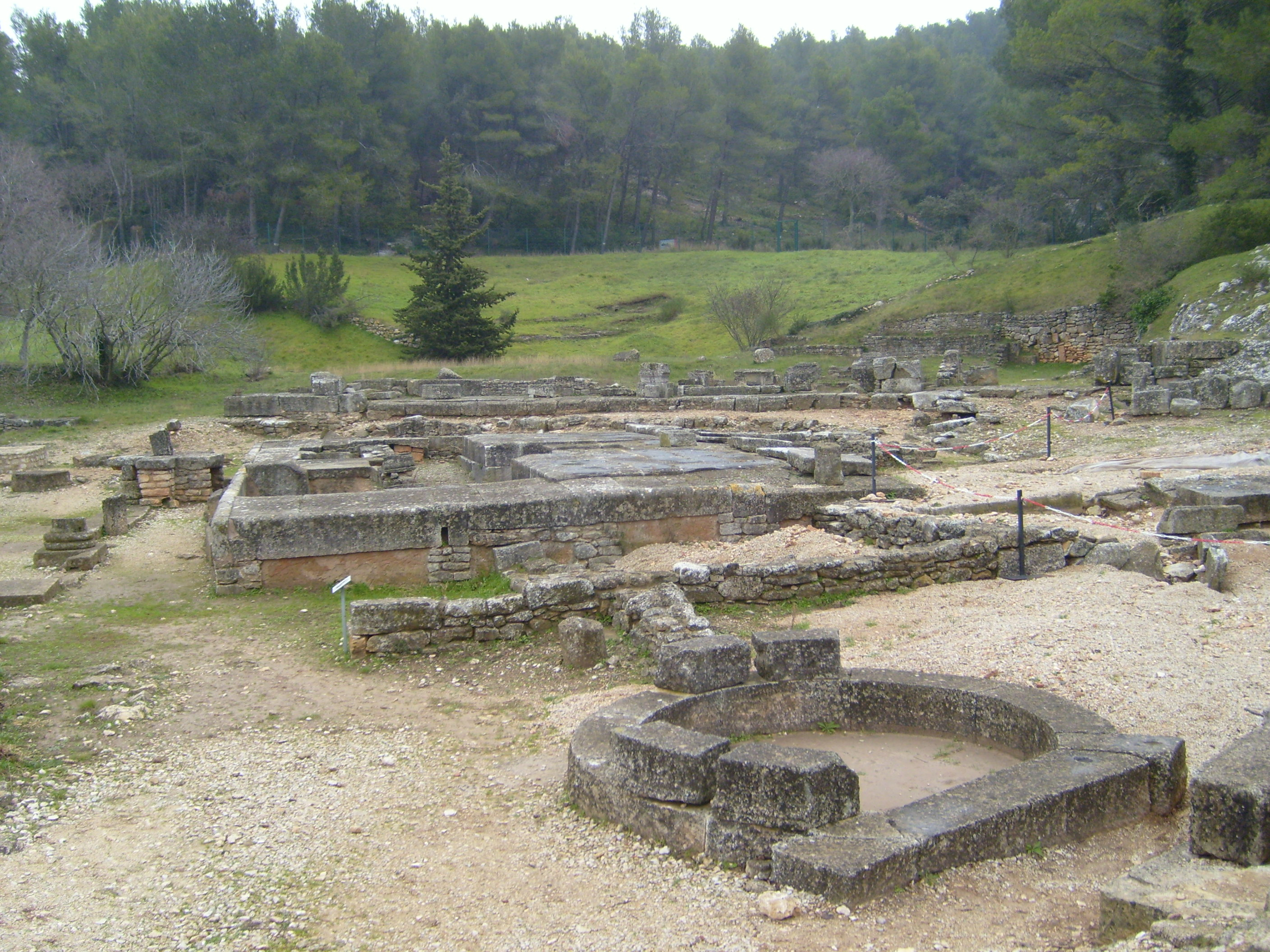
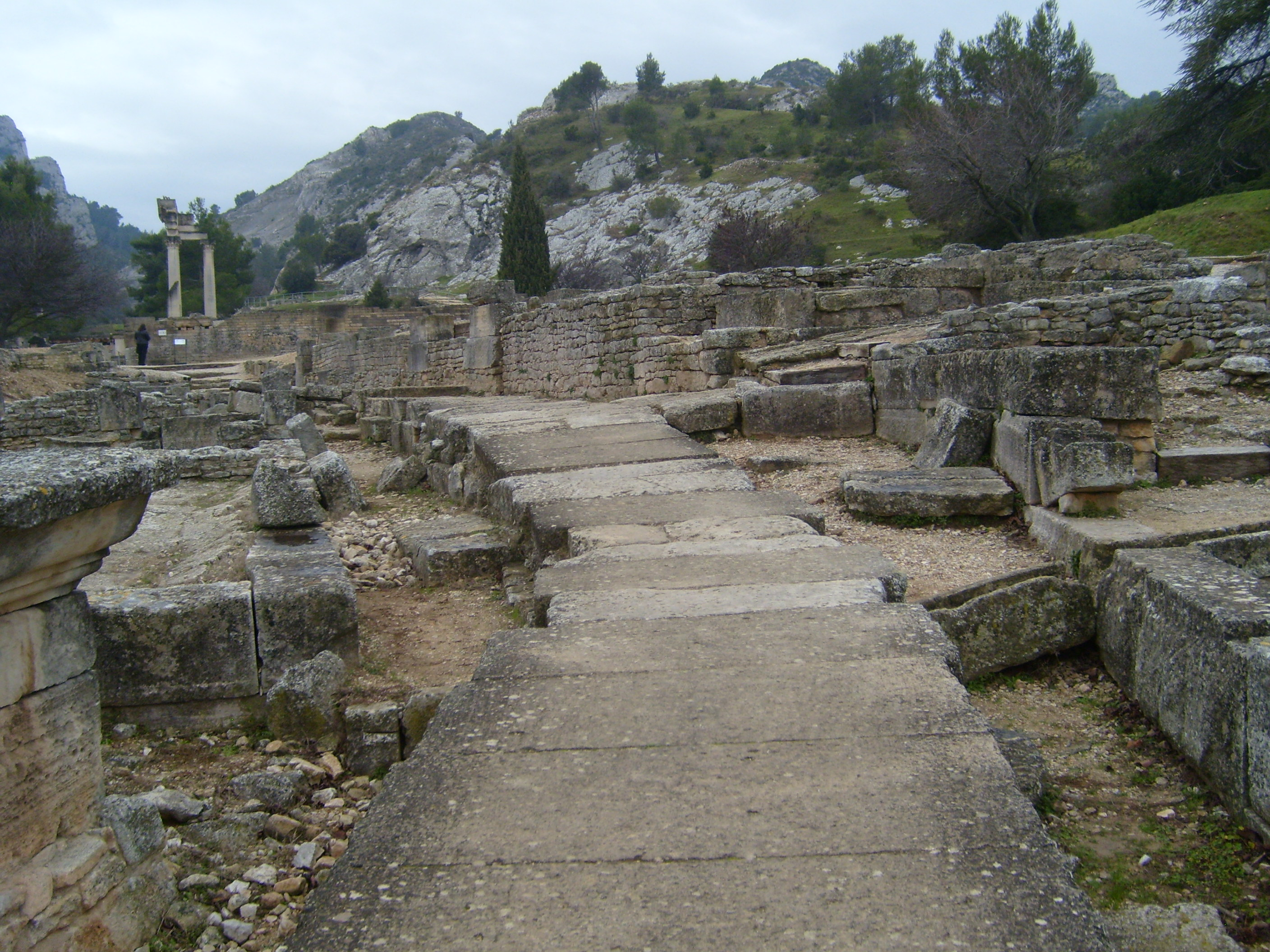
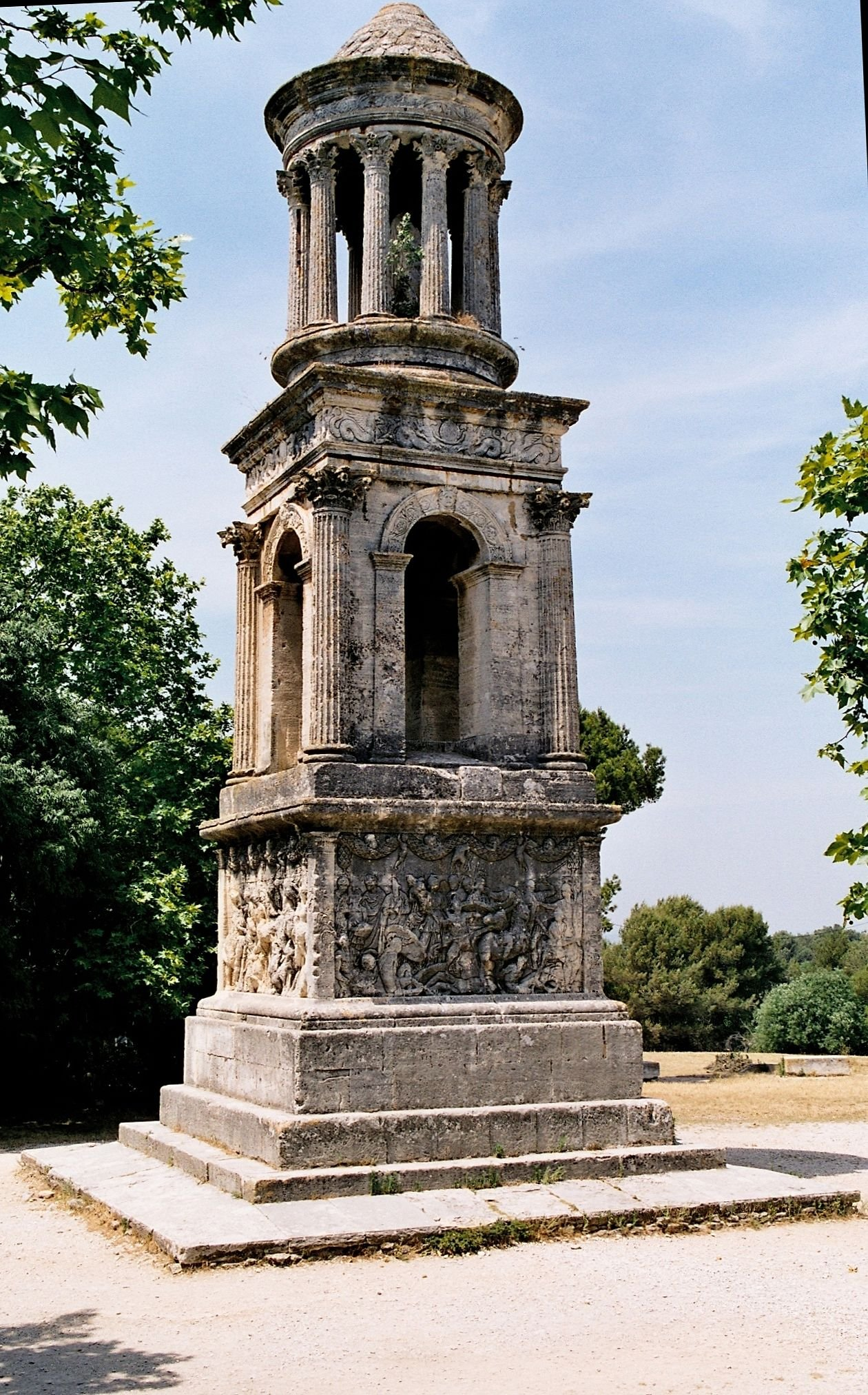
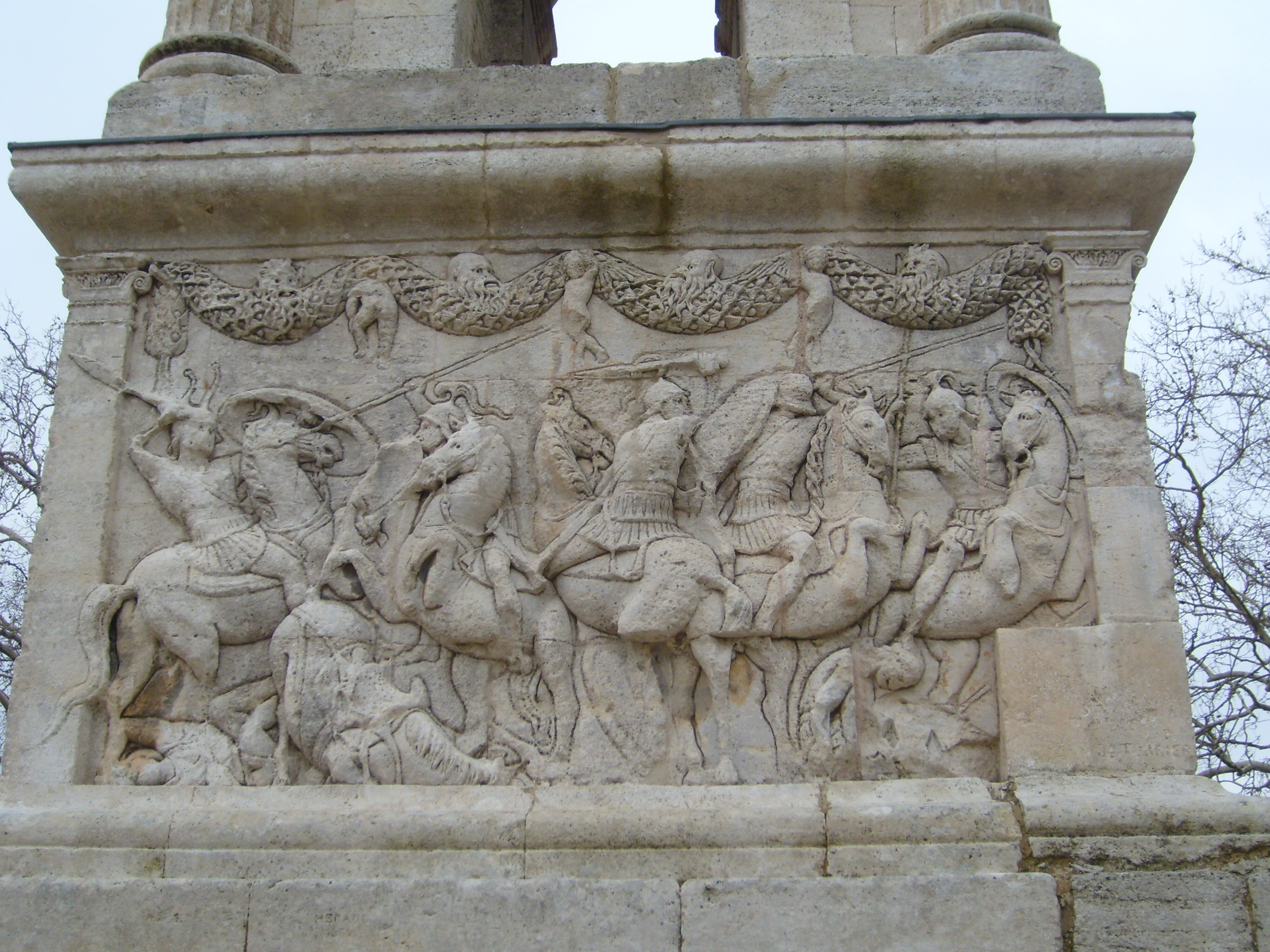
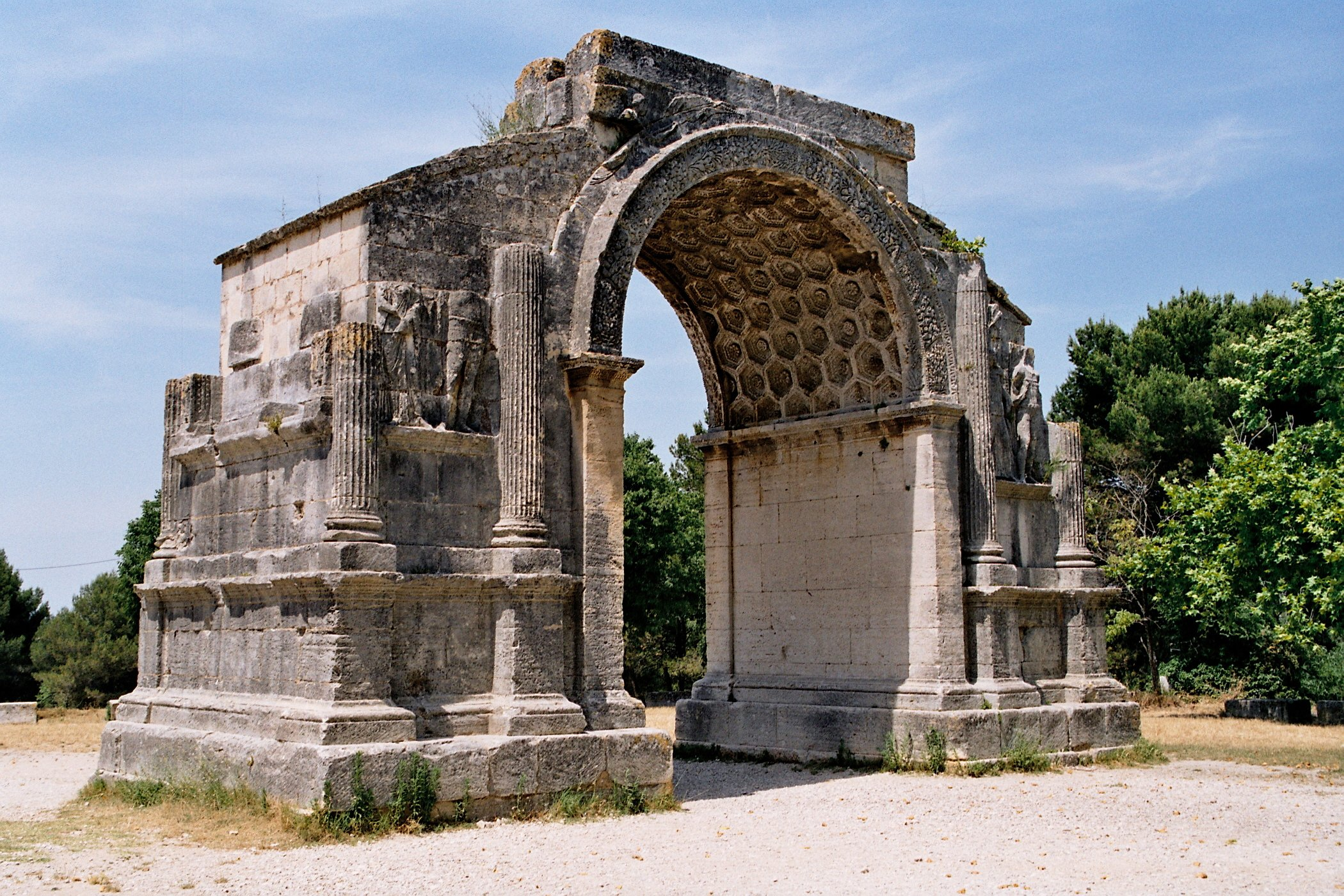
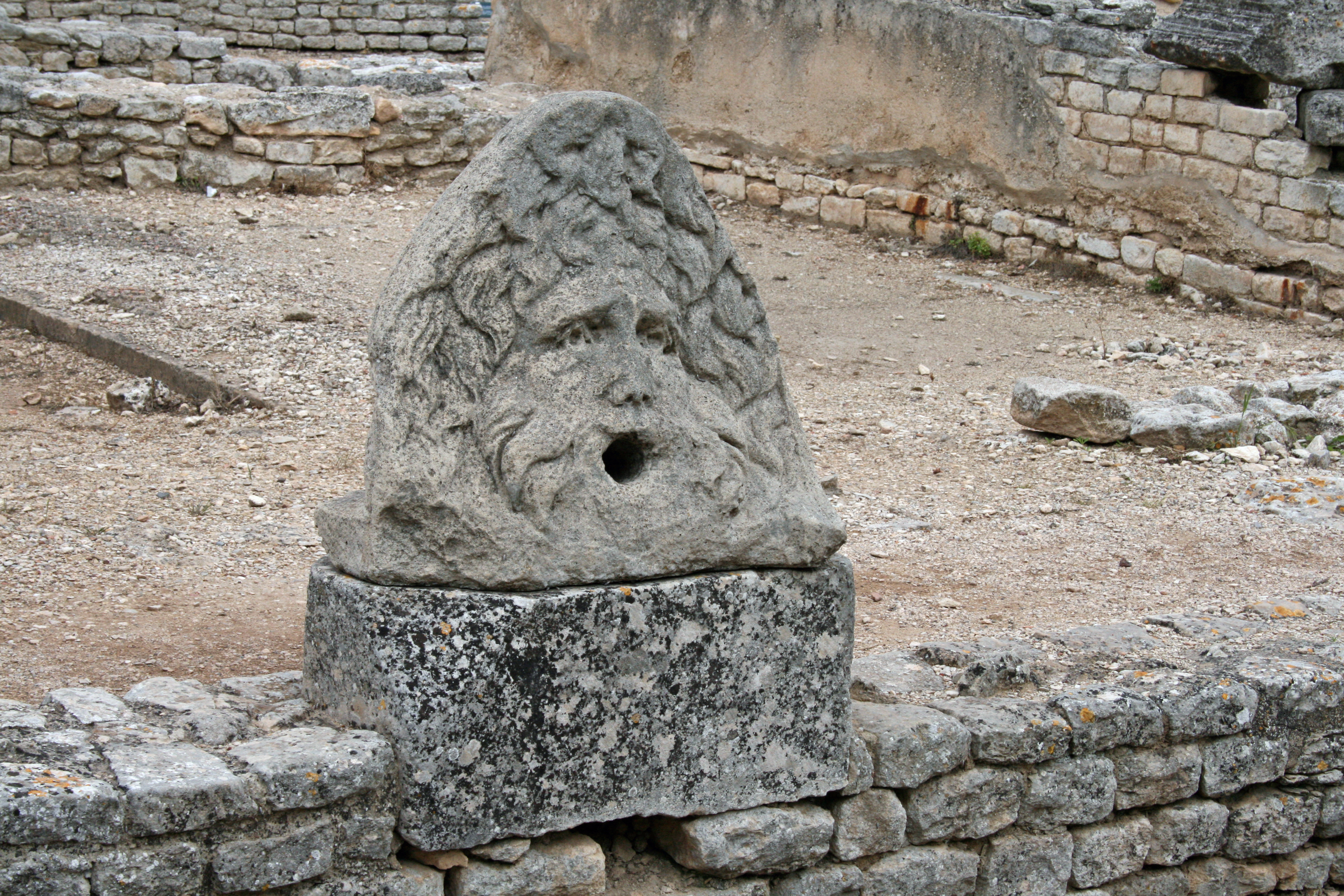
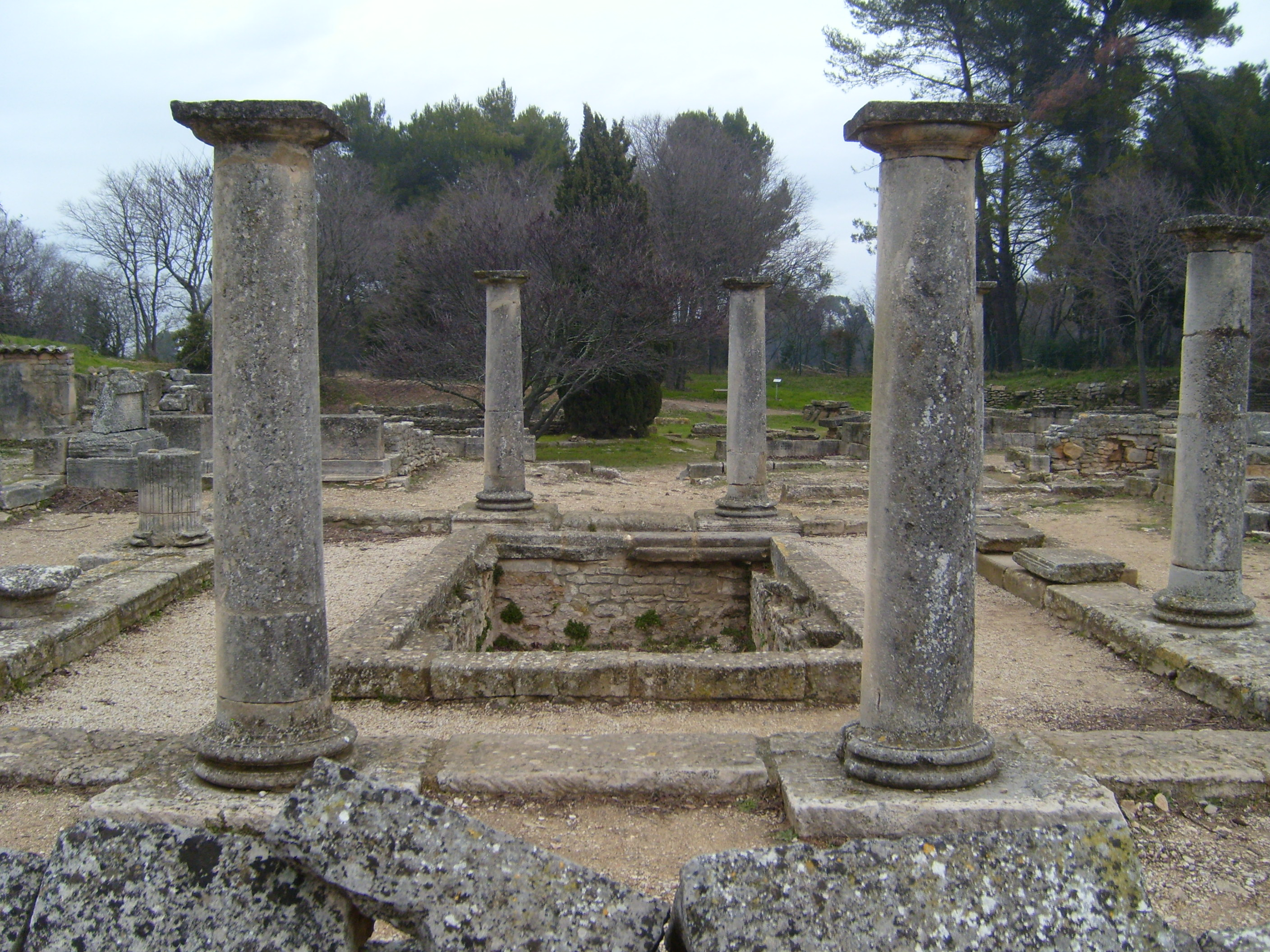
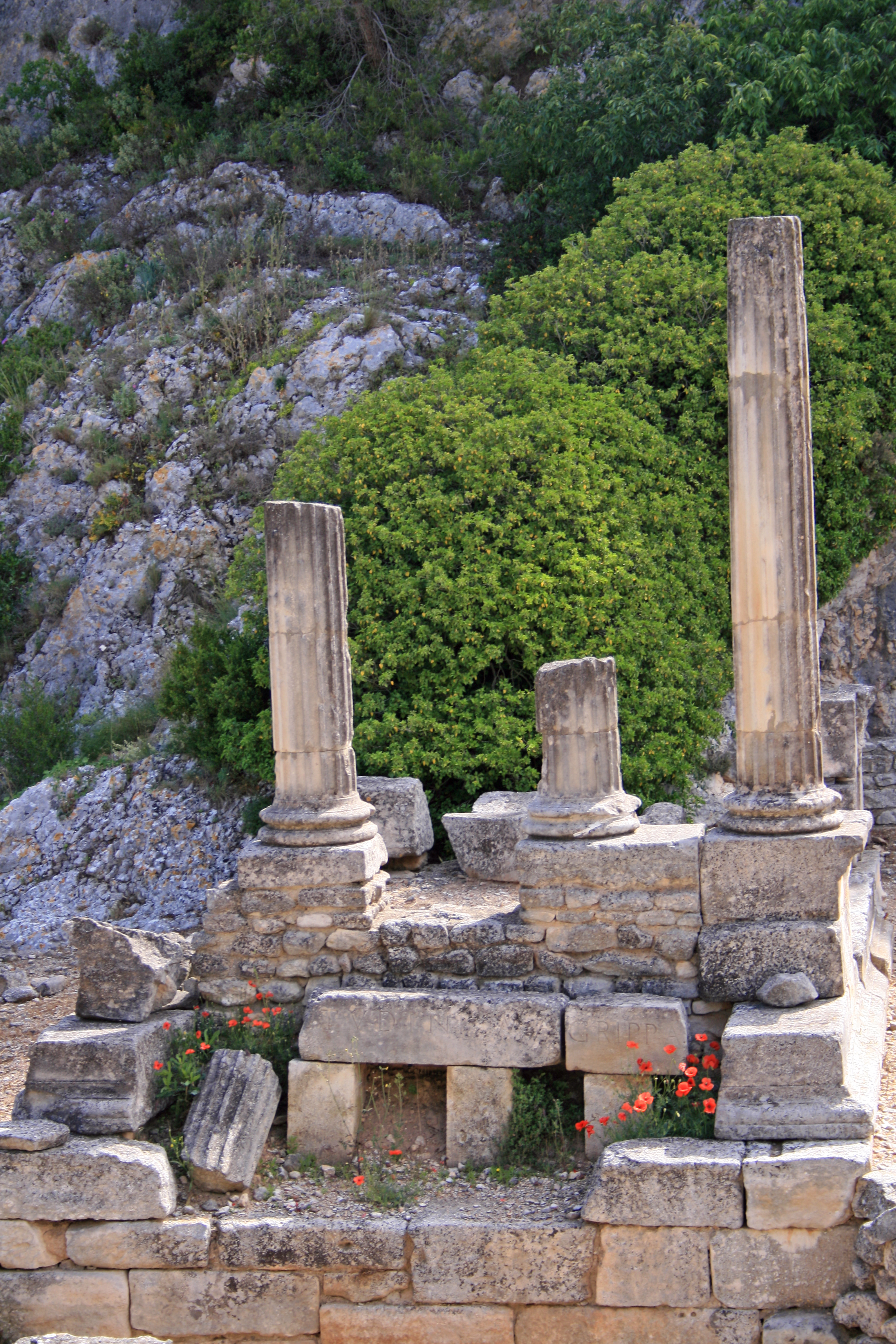
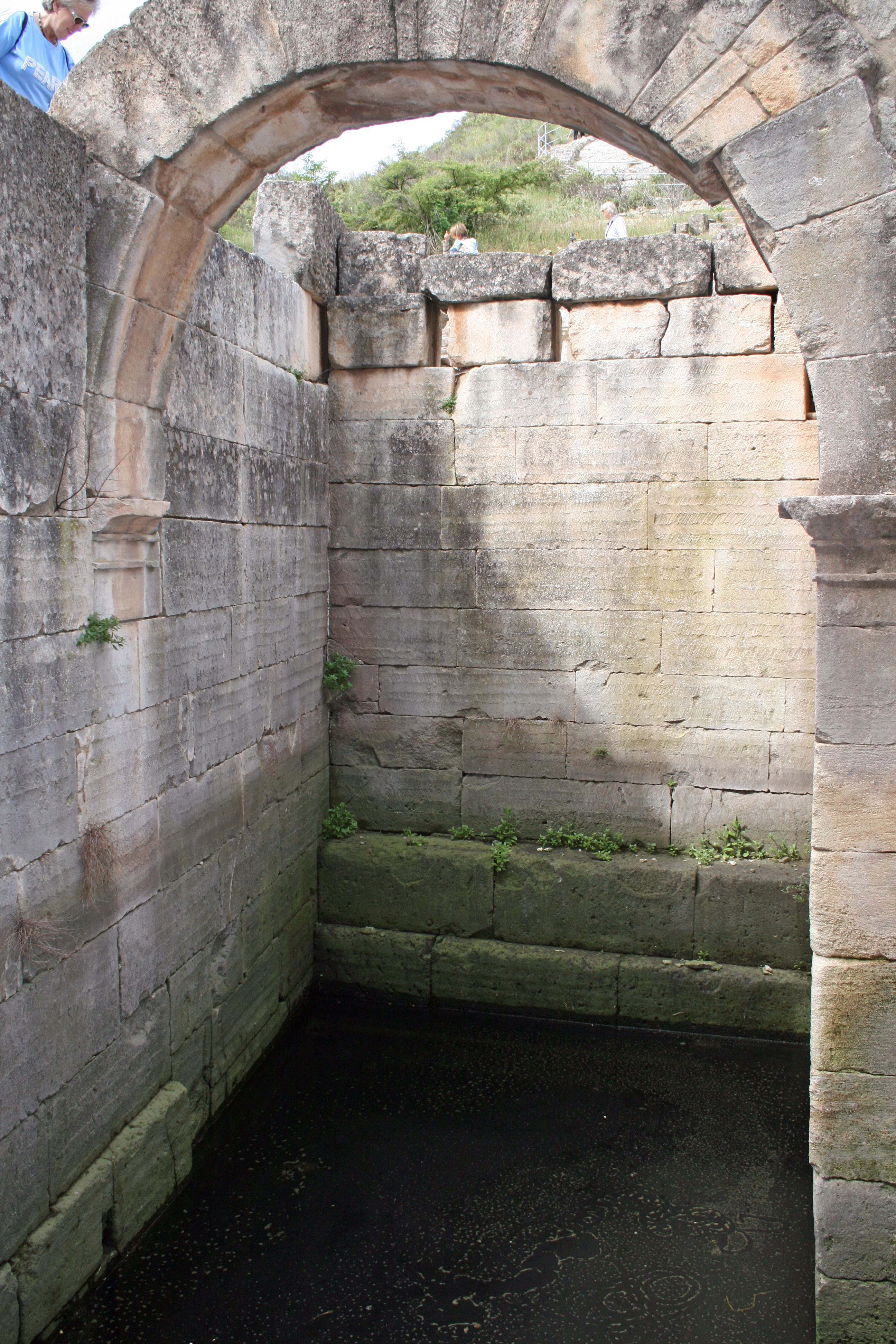
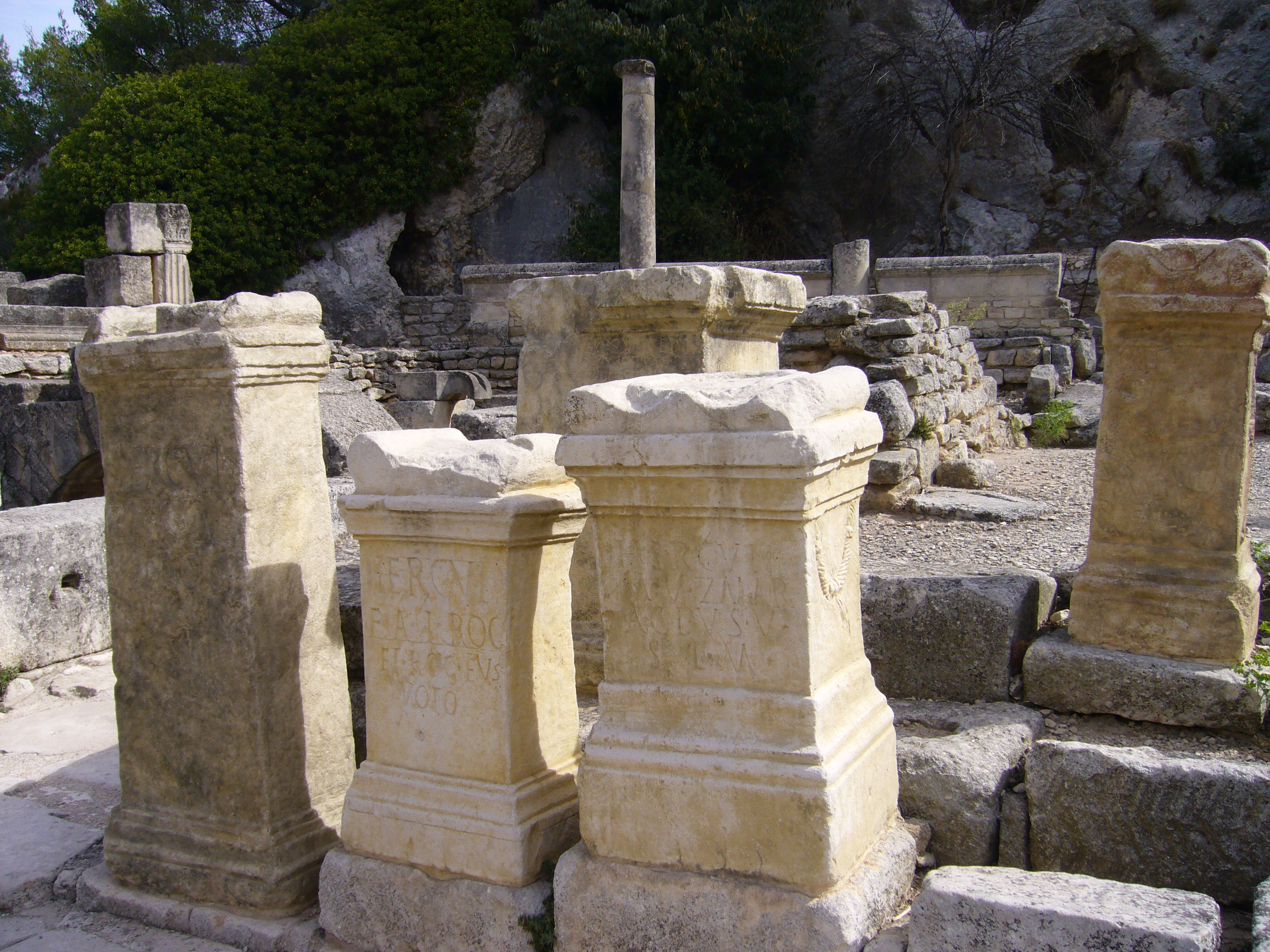